# Noël Dolla
 (juillet 2010).
Si vous disposez d'ouvrages ou d'articles de référence ou si vous connaissez des sites web de qualité traitant du thème abordé ici, merci de compléter l'article en donnant les références utiles à sa vérifiabilité et en les liant à la section « Notes et références ».
Noël Dolla, né le 5 mai 1945 à Nice, est un artiste peintre et un plasticien français contemporain.

## Biographie
Depuis 1967, Noël Dolla construit une œuvre qui investit le vocabulaire de la peinture (au sens large) comme un champ d'expérimentation. La peinture, sa matérialité, ses modes d'apparition, de présentation, le support, la toile, la surface, le champ coloré sont remis en jeu, et font tomber les dogmes tout en ré-interrogeant sans cesse les certitudes qui fondent le projet pictural dans l'histoire de l'art. Tels sont les enjeux qui se donnent à voir avec force dans ce travail en perpétuel mouvement.[Interprétation personnelle ?]
Élève de Claude Viallat à l'école d'art de Nice entre 1964 et 1966, Noël Dolla est sensibilisé à un certain dépassement de la peinture constituant les bases de sa future pratique. Il connaît, dès les années 1960, les théories du groupe BMPT (Buren, Mosset, Parmentier et Toroni) sur la « fin de la peinture ». Il s'interesse également au mouvement Fluxus dans les années 1965, et puise dans la vie de tous les jours les éléments qui constitueront son vocabulaire formel. Étendoir, serpillère, torchon, drap, tarlatane, hameçon, plume, fumée... sont autant de corps étrangers à la tradition de la peinture mais qui lui servent de base à sa propre pratique picturale.[Interprétation personnelle ?]
Dès 1968, Noël Dolla participe à l'aventure qui verra naitre le groupe Supports/Surfaces,, auquel il appartiendra jusqu'en juin 1971. Dans les perspectives de Supports/Surfaces, Noël Dolla se positionne avec conviction[non neutre] comme l'artiste de la conciliation du sujet pictural et du sujet social.[Interprétation personnelle ?]
Ses motifs sont souvent ramenés à l'essentiel, la ligne comme geste minimal de l'acte de peindre, le point comme origine. Ils se déclinent, envahissent parfois l'espace, le redessinent. Toute son œuvre est traversée par des signes (croix, point, trou...) qui sont manipulés, reproduits, triturés jusqu'à épuisement du motif. Déconstruire le geste, mettre en question les limites d'une pratique, l'enrichir de techniques nouvelles... c'est en passant d'une expérimentation de médium à une autre que l'artiste structure une pensée et une œuvre riche et complexe.[Interprétation personnelle ?]
À partir de 1969 et ce, jusqu'à aujourd'hui, il intervient dans le paysage avec des œuvres intitulées "Restructurations spatiales" qui ne sont pas sans rappeler les artistes du Land Art américain.
Il fonde le groupe E.L.A.N. en 1988 (Allen Dool, Aldo Öllen, Della Nolo, O.Del Llano, Li-Pafoal, Lona-Odell) « Le but du groupe E.L.A.N. est de créer et de promouvoir un art abstrait véritablement en rupture avec tout l’art de la médiatisation/consommation ».
Parallèlement à sa carrière artistique Noël Dolla enseigne depuis 1974[source insuffisante] à l'école d'art de la Villa Arson à Nice. Parmi ses anciens étudiants : Patrick Lanneau, Philippe Mayaux, Pascal Pinaud, Ghada Amer, Philippe Ramette, Natacha Lesueur, Jean-Luc Verna, Tatiana Trouvé…

## Œuvres dans les musées
- Étendoir aux serpillières, 1967, musée d'art moderne et contemporain de Strasbourg[10]
- Sans titre, 1971-72, musée d'art moderne de Céret[11]
- Croix, 1975, musée d'art moderne et d'art contemporain de Nice[12]
- Dessin de croix, 1975, musée d'art moderne et contemporain de Strasbourg[13]
- Tarlatane, 1976, musée d'art moderne et d'art contemporain de Nice[14]
- Enitram 9681241, 1984, collection Frac Lorraine (Hôtel Saint-Livier à Metz)[15]
- La trouble. Silences de la fumée, 1990, musée d'art moderne et d'art contemporain de Nice[16]
- Murs d'école, 1999, musée d'art moderne et d'art contemporain de Nice[17]
- Bande rouge (points), 1970, Inv. : AM 1998-101 musée national d'art moderne Centre Pompidou
- Torchon et traces, 1971, Inv. : AM 1998-129 musée national d'art moderne Centre Pompidou
- Torchon et traces, 1972, Inv. : AM 1998-130 musée national d'art moderne Centre Pompidou
- Cul par-dessus tête, 2007, Inv. : AM 2010-138 musée national d'art moderne Centre Pompidou
- Croix, 1973, Inv. : AM 1997-52 musée national d'art moderne Centre Pompidou
- Tarlatane, 1971, Inv. : AM 1998-127 musée national d'art moderne Centre Pompidou
- Les silences de la fumées, décembre 1989, Inv. : AM 2010-139 musée national d'art moderne Centre Pompidou
- Les trois du Cap, 1987, appartient à une série du même titre Huile et plume sur contre-plaqué  153 × 153 cm, Inv. : 88.132, Frac Provence-Alpes-Côte d’Azur.
- Jalousie V ou portrait d'un membre du P.C.F. dans sa cuisine en 1940, 1992, Triptyque Huile et acrylique sur bois, 306 × 250 × 9 cm, Inv. : 92.215, Frac Provence-Alpes-Côte d’Azur.

## Œuvres dans l'espace public
- Lou Che, 2019, Sculpture en acier, Port de Nice
- Les trois mondes, 1986, sculpture en acier, Parc du Ray à Nice[2]
- Dans le cadre de l'International Sculpture Symposium, création et installation de la sculpture Léger vent de travers (Light crosswind) au musée de Kaohsiung à Taïwan[18]
- Une tapisserie, d'après Noël Dolla, pour l'escalier d'honneur de la préfecture du Limousin, 2001[19]

## Vidéos
- 1984 - Love Song, transcription vidéo de 125 diapositives (1973-1975), 15 min 50 s, UMATIC, service cinéma de la Ville de Nice
- 1994 - S/S, 5 minutes 43 min, 1994 Nice, avec Natacha Lesueur dans le rôle de la danseuse[20]
- 1994 - 5 vidéos réalisées à Nice durant l'hiver 1994 lors d'un Work Shop avec les étudiants de L'E.P.I.A.R.D, caméra Brice Delsperger, moyens techniques Villa Arson, Nice
- 1994 - Enola-Gay, 2 min 30 s
- 1994 - C'est beau la vie, 2 min
- 1994 - Enol.A.Bait Sham/Shame, 11 min 10 s
- 1994 - Poême à Lou Géhrig, 9 min
- 1994 - Par ici la monnaie (de singe), 5 min 10 s
- 1994 - Momie orange amère / Il y a deux façons de prendre le bus, on peut monter et s'asseoir dedans ou se coucher dessous, réalisation Noël Dolla, vidéo VHS 4 min 58 s, moyens techniques Villa Arson, Nice, 1994
- 1994 - Mercedes Benz, réalisation Noël Dolla, vidéo VHS 4 min 01 s, Villa Arson, Nice, 1994
- 1994 - Criquet con de ses os / Les processions c'est chiant, réalisation Noël Dolla, vidéo VHS 4 min 59 s, moyens techniques Villa Arson, Nice, 1994
- 1994 - Marianne d'Ajaccio, réalisation Noël Dolla, vidéo VHS 4 min 54 s, moyens techniques Villa Arson, Nice, 1994
- 1994 - Païrin ou San Andréa Ghost, réalisation Noël Dolla, vidéo VHS 3 min 34 s, moyens techniques Villa Arson, Nice, 1994
- 1994 - L'orage, réalisation Noël Dolla, vidéo VHS, 1994[21]

## Expositions
- 1967 - Première exposition, Galerie de Ben Vautier à Nice, ou il présente "Étendoir"
- 1972 - 12 ans d'art contemporain en France au Grand Palais à Paris
- 1973 - Haricot, salon des réalités nouvelles, Paris
- 1989 - Fondation Cartier, exposition Noël Dolla, Carte blanche au groupe E.L.A.N., (Allen Dool, Aldo Öllen, Della Nolo, O.Del Llano, Li-Pafoal, Lona-Odell)
- 1996 - Peintures, 14/12/1967 - 25/12/1968, Galerie Nice Fine Arts, Nice
- 1996 - Peindre la Girafe, Galerie Evelyne Canus, La Colle sur loup
- 1996 - Le tableau d'école ou l'heure de Noël, Galerie M.D.J, Neuchâtel, Suisse
- 1996 - Tableaux d'école et Leurres de Noël, Galerie Météo, Paris
- 1998 - Cinq silences, Centre d'art contemporain de Vassivière
- 1998 - Homère, Le Quartier, Centre d'art contemporain de Quimper
- 1998 - Noël Dolla, One-man show, Fondation Katinka Prini de Genova à Art Jonction, Nice
- 1998 - Un leurre, Villa Steinbach art contemporain, Mulhouse
- 1998 - Un outil parfait, Maison Levanneur, Centre national de l'estampe et de l'art imprimé, Chatou
- 1998 - 15 Lès, création d'un panoramique, Musée du papier peint de Rixheim
- 1999 - Vir heroicus sublimis Find us /Le grand Leurre, Mamac, Nice
- 2001 - Tableaux d'école V, South Art, Nice.
- 2001 -  Espace d'art contemporain Gustave Fayet, Serignan
- 2001 - La larme militaire ou la ballade à dos d'âne, Galerie chez Valentin, Paris
- 2003 - Non, 1967-2001, exposition monographique que lui a consacré le Mamco à Genève[22]
- 2004 - Noel Dolla - Cold White et Blanchot, Galerie Les filles du Calvaire, Bruxelles, Belgique
- 2004 - Of shore, exposition itinérante, Paris, Tours, St Étienne, Sète, Nice
- 2006 - Noël Dolla, Noir, jaune, violet et rose quelque part, Le Dojo, Nice
- 2007 - My Mother Flying between Dog Food and Fish Food, Galerie Soardi, Nice
- 2009 - MacVal de Vitry-sur-Seine[23].
- 2009 - Noël Dolla, Galerie des Multiples, Paris (avril-mai 2009)
- 2009 - Léger vent de travers, commissaire Frank Lamy, Mac Val, Ivry
- 2009 - Noël Dolla, Fondation Zappettini, Milan, Italie[24]
- 2013 - Noël Dolla: Entrée libre mais non obligatoire / Noël Dolla: Entrance free but not Required, Villa Arson (Nice), du 30 juin au 21 octobre 2013. Catalogue Noël Dolla: Entrée libre mais non obligatoire / Noël Dolla: Entrance free but not Required; textes de Guy Scarpetta, Léa Gauthier, Eric Mangion, Fabrice Flahutez, Noït Benaï, Elodie Antoine, Paris, Black Jack Editions (L. Gauthier), 2015, 435 p. (ISBN 978-2-918063-38-4)
- 2016 - Gestes et matérialités en peinture - Georges Autard, Noël Dolla, Dominique Gauthier, Joris Brantuas, Château d'Assas, Le Vigan (Gard)
- 2017 - Noël Dolla: Restructurations spatiales - Spatial restructurings (1969-2016), Galerie des Ponchettes (Nice), du 23 juin au 22 octobre 2017. Catalogue Noël Dolla: Restructurations spatiales - Spatial restructurings; textes de Fabrice Flahutez, Léa Gauthier, Rachel Stella, Paris, Black Jack Editions (L. Gauthier), 2017, 177 p. (ISBN 978-2-918063-39-1)
- 2019 - L'oiseau ne sait pas le vertige, Ceysson & Bénétière, Paris, France
- 2019 - Nymphéas Post-Déluge II, installation - FIAC Hors les murs, Jardin des Tuileries, Paris, France

## Publications
- La parole dite par un œil, Paris, Éditions L'Harmattan, 1995[25]
- Le trou du Louvre, Paris, Jannink, 1999[26],[27]